# Агалык (горы)
Агалы́к (узб. Ohalik tog‘lari) — горный массив в Узбекистане, является западным отрогом Зеравшанского хребта, расположен в Самаркандском районе, в 15 км на юго-запад от Самарканда, в долине реки Агалыксай.
Высшая точка массива и всей Самаркандской области гора — гора Кемкутан (2178 м). Средняя высота гор — от 700 до 900 метров над уровнем моря. Сухой и чистый целебный горный воздух создаёт благоприятные условия для лечения заболеваний органов дыхания, поэтому в Агалыкских горах функционируют несколько санаториев, среди которых детский туберкулёзный санаторий и санаторий «Агалык».
К главным достопримечательностям гор относятся необычной формы каменные наплывы, многочисленные русла и притоки рек и ручьёв, цветущие маковые поля и водопад Девшаршара, высота которого достигает 8 метров. Местное население использует покрытые травой пологие склоны гор для выпаса овец и коров, а также лошадей.

## История
Археологический интерес представляют собой Агалыксайские курганы, которые датируются первыми веками до — первыми веками нашей эры.

## Флора и фауна
Достаточно разнообразен растительный мир массива Агалык. Здесь распространены кормовые культуры: верблюжья колючка, полынь, пырей, метёлка. Встречаются в дикорастущем виде яблоня, шиповник, барбарис, миндаль, различные виды ореховых деревьев и горных трав. Весной туристов привлекают особо живописные цветущие поля маков.
Из животных здесь встречаются зайцы, волки, различные мелкие грызуны. Распространены змеи, а также степные и хищные птицы: ястребы, сапсаны, коршуны.

## Полезные ископаемые
В 1933 году В. А. Зильберминцем открыто Агалыкское месторождение уран-ванадиевых руд.